# Оуэн, Стефания
Стефа́ния О́уэн (англ. Stefania Owen; род. 15 декабря 1997) — американская актриса, получившая широкую известность после исполнения ролей Паддл Кадубик в сериале «Укрощении Уайлда» и Доррит Брэдшоу в сериале «Дневники Кэрри».

## Биография
Родилась 15 декабря 1997 года в Майами. В данный момент[какой?] актриса живёт в Нью-Йорке и Новой Зеландии. Посещает частную «Школу Клинтон имени Святого Джеймса» для девочек в Веллингтоне, Новая Зеландия. Вместе с ней учатся её сёстры — Лоло и Карли. Раньше училась в школе Пауатахануи, где выиграла кубок за актёрское мастерство — это помогло девочке начать карьеру.
Широкую известность получила, сыграв Паддл Кадубик в комедийном телесериале «Укрощение Уайлда» — она не только сыграла одну из главных ролей в сериале, но и читала текст за кадром. Появилась в небольшой роли Флоры Эрнандес, одной из жертв маньяка, в фильме «Милые кости» Питера Джексона.
В 2011 году Оуэн получила роль Шарлотт в некупленном[уточнить] пилоте «Домашняя игра» для канала CBS. В 2013—2014 годах она снималась в роли Доррит Брэдшоу, сестры Кэрри Брэдшоу, в молодёжной мелодраме «Дневники Кэрри».

## Фильмография
| Год       |    | Русское название                       | Оригинальное название  | Роль           |
| --------- | -- | -------------------------------------- | ---------------------- | -------------- |
| 2009      | ф  | Милые кости                            | The Lovely Bones       | Флора Эрнандес |
| 2010—2011 | с  | Укрощение Уайлда                       | Running Wilde          | Паддл Кадубик  |
| 2011      | тф | Домашняя игра                          | Home Game              | Шарлотт        |
| 2013—2014 | с  | Дневники Кэрри                         | The Carrie Diaries     | Доррит Брэдшоу |
| 2015      | ф  | Проходя через рожь                     | Coming Through The Rye | Диди           |
| 2015      | ф  | Крампус                                | Krampus                | Бет            |
| 2016      | ф  | Всё, что у нас было                    | All We Had             | Рути Кармайкл  |
| 2016—2017 | с  | Шанс                                   | Chance                 | Николь Шанс    |
| 2018      | с  | Умираю со смеху                        | I’m Dying Up Here      | Аманда Роббинс |
| 2019      | ф  | Пляжный бездельник                     | The Beach Bum          | Хизер          |
| 2019      | ф  | —                                      | The Cat and the Moon   | Элиза          |
| 2020      | с  | Мессия                                 | Messiah                | Ребекка Игуэро |
| 2020      | ф  | —                                      | Paper Spiders          | Мелани         |
| 2020      | с  | Дикарки                                | The Wilds              | Бекка Гилрой   |
| 2021      | с  | Sweet Tooth: мальчик с оленьими рогами | Sweet Tooth            | Мишка          |